# Wadsworth (Ohio)
Wadsworth – miasto w Stanach Zjednoczonych, w północnej części stanu Ohio.
Liczba mieszkańców w 2000 roku wynosiła 18 927.